# Anarthrophyllum macrophyllum
Anarthrophyllum macrophyllum es una especie de plantas de planta fanerógama perteneciente a la familia Fabaceae. Es originaria de Argentina.

## Taxonomía
Anarthrophyllum macrophyllum fue descrita por Stella Beatriz Sorarú  y publicado en Boletín de la Sociedad Argentina de Botánica 15(2–3): 258–260, f. 1. 1973.